# Alexandru Ștefan Ștefănescu
Alexandru Ștefan Ștefănescu (* 15. April 1999 in Bukarest) ist ein rumänischer Skirennläufer. 

## Karriere
Ștefănescu gab sein internationales Renndebüt am 7. Dezember 2015 bei einem Juniorenrennen in Ischgl. Sein erstes internationales Großereignis bestritt er zwei Monate später bei den Olympischen Jugend-Winterspielen in Lillehammer. Seine einzige Platzierung erreichte er mit Rang 27 in der Alpinen Kombination, bei seinen restlichen Starts schied er aus.
In den darauffolgenden Jahren startete Ștefănescu, abgesehen von internationalen Großereignissen, hauptsächlich bei FIS bzw. Juniorenrennen sowie diversen nationalen Meisterschaften.
2021 nahm er erstmals an Alpinen Skiweltmeisterschaften teil. Bei den Wettkämpfen in Cortina d’Ampezzo erreichte er als bestes Ergebnis den 38. Platz im Riesenslalom.
2022 konnte sich Ștefănescu für die Olympischen Winterspiele in Peking qualifizieren. Dort erreichte er mit Platz 32 im Riesenslalom sein bisher bestes Ergebnis bei einem internationalen Großereignis.

## Erfolge

### Olympische Winterspiele
- Peking 2022: 32. Riesenslalom, 35. Slalom

### Weltmeisterschaften
- Cortina d’Ampezzo 2021: 38. Riesenslalom, DNF Slalom
- Courchevel/Méribel 2023: DNF Riesenslalom, DNQ Slalom
- Saalbach 2025: 40. Slalom, DNF Riesenslalom

### Juniorenweltmeisterschaften
- Val di Fassa 2019: 56. Abfahrt, 65. Riesenslalom, DNF Super-G, DNF Alpine Kombination
- Narvik 2020: 46. Abfahrt, DNF Super-G

### Olympische Jugend-Winterspiele
- Lillehammer 2016: 27. Alpine Kombination, DNF Super-G, DNF Riesenslalom, DNF Slalom

### Europäisches Olympisches Winter-Jugendfestival
- Erzurum 2017: 28. Riesenslalom, DNF Slalom

### Weitere Erfolge
- 2 Siege bei FIS-Rennen
- Rumänischer Meister im Riesenslalom (2025)
- Rumänischer Meister im Slalom (2025)